# Minettia chilensis
Minettia chilensis är en tvåvingeart som först beskrevs av Ignaz Rudolph Schiner 1868.  Minettia chilensis ingår i släktet Minettia och familjen lövflugor. Inga underarter finns listade i Catalogue of Life.